# Гі Негр
Гі Негр (фр. Guy Nègre; нар. 8 лютого 1941, Нарбонн, Франція — 24 червня 2016) — французький інженер, конструктор двигунів.

## Життєпис
Протягом п'яти років працював на французьку компанію Renault, в основному на збільшення потужності її малолітражки R8 Gordini.
Розробив систему пневматичного пуску двигунів для легких літаків. Наприкінці 1980 запропонував двигун на цьому принципі для «Формули-1».
Був одним з ентузіастів пневматичних двигунів і їх застосування на транспортних засобах. На даний час такі транспортні засоби розробляються під проводом заснованої компанії Motor Development International (MDI). Був президентом MDI.